# Cromotripsis

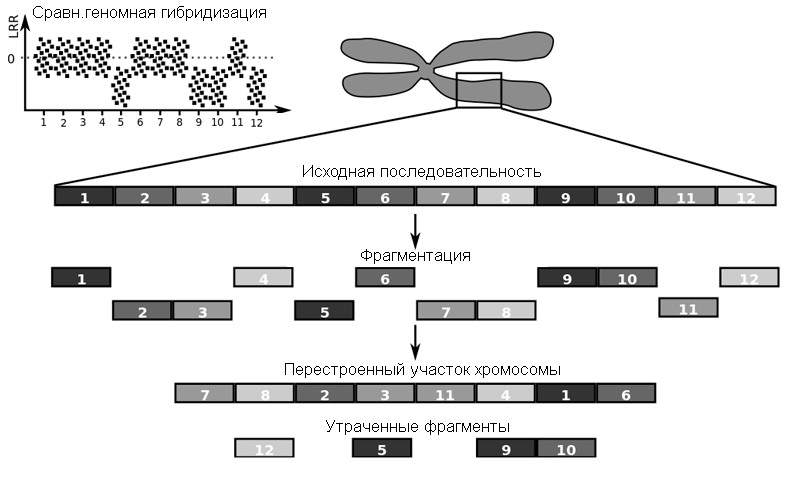
Aquí puede observarse un esquema que muestra la fragmentación de diversos genes en un cromosoma, con el subsecuente reordenamiento genético aleatorio. ￼Ayuda

Cromotripsis es el fenómeno en el cual se producen reordenamientos genómicos extensos que afectan solo a uno o a unos pocos cromosomas en un único evento catastrófico. El concepto viene del griego; chromo de cromosoma y thripsis de "romperse en pedazos". 
En el estudio del cáncer, este fenómeno, supone un modelo alternativo en el desarrollo de tumores frente a la adquisición progresiva de mutaciones que da lugar a tumorogénesis. El estudio genómico de muestras tumorogénicas presenta reordenamientos inter e intracromosómicos que solo pueden explicarse si el proceso de remodelación cromosómica ocurre en una catástrofe celular única. Así, la cromotripsis ocurre con frecuencias de entre el 20 y 65% en determinados tumores.

## Introducción
Tradicionalmente la carcinogénesis se supone como una acumulación de alteraciones y mutaciones progresivas que dan lugar a la malignidad celular. Aunque algunos estudios del genoma de muestras tumorogénicas han permitido mostrar la existencia de procesos catastróficos de remodelación genómica. Algunos de los aspectos que se observan son las fusiones entre fragmentos de cromosomas dando lugar a estructuras circulares denominadas "doble-minute" o deleciones e inversiones. Todos estos fenómenos genómicos pueden inducir al desarrollo del cáncer debido a un cambio en el número de copias que supone una amplificación de oncogenes y una deleción de genes supresores. El cambio en el número de copias puede ocurrir en un cromosoma entero, en uno de los brazos del cromosoma o en las regiones teloméricas.
Se han propuesto distintos modelos para explicar los reordenamientos genómicos característicos de la cromotripsis. Se propone que el cromosoma o cromosomas afectados se fragmenten, lo que lleva a la unión aleatoria de algunos segmentos y a la pérdida de otros. Otra hipótesis plantea que la cromotripsis es generada por fallos en la replicación del ADN y por su reparación inducida por rotura mediada por micro-homología (MMBIR, del inglés Microhomology-Mediated Break-Induced Repair). La cromotripsis también puede tener su origen en la formación de estructuras nucleares aberrantes, denominadas micronúcleos. Los micronúcleos surgen como resultado de defectos en la segregación mitótica o errores en la replicación del ADN que generan fragmentos de cromosomas acéntricos.
La cromotripsis puede estar precedida por la aparición de puentes cromosómicos. El ciclo de ruptura-fusión-puente (BFB cycle, del inglés Breakage-Fusion-Bridge cycle) es un evento catastrófico iniciado por la formación de un puente cromosómico. La rotura del puente durante la mitosis podrá generar roturas simples y fragmentación del ADN. Por tanto, la replicación del ADN del puente será defectuosa, pudiendo generarse reordenamientos. Durante la mitosis posterior a la formación del puente, en la que puede producirse replicación aberrante en los cromosomas que constituían el puente y tras la posible segregación incorrecta de los cromosomas del puente, son frecuentes los episodios de cromotripsis.

## Implicación de la cromotripsis en distintos tipos de tumores
Es probable que la cromotripsis inicie una proporción sustancial de los tumores en humanos. Los patrones de manifestación y frecuencia de la cromotripsis varían en base al tipo de tumor.

### Meduloblastoma
El meduloblastoma es un tipo de tumor cerebral que afecta principalmente a niños. Existen cuatro subtipos diferentes (WNT, SHH, grupo 3 y grupo 4) según el origen, desarrollo y características clinicopatológicas. En ocasiones esta patología se encuentra asociada con desórdenes autonómicos dominantes como el Síndrome de Li-Fraumeni.
El fenómeno de cromotripsis se ha relacionado, en meduloblastoma, con la mutación germinal en TP53 (Síndrome de Li-Fraumeni); y en concreto con el subtipo SHH. El estudio completo del genoma de pacientes ha permitido demostrar la existencia de estructuras "doble-minute" y reordenamientos masivos en las muestras tumorales; así como amplificación de ciertos oncogenes como GLI2 y MYCN implicados en la ruta de señalización SHH. La mutación somática de TP53 también se puede asociar con cromotripsis en el subtipo WNT.

### Leucemia mieloide aguda
La Leucemia mieloide aguda (LMA)  es un tipo de tumor que afecta a las células de la línea mieloide de los leucocitos. Estudios genómicos de muestras de esta patología que además presentan mutaciones somáticas en TP53 se han relacionado con cromotripsis. En este caso se producen deleciones hemicigoticas de genes supresores lo que da lugar a la predisposición al tumor. Los casos clíncos de LMA con mutaciones en TP53 y cromotripsis presentan peor pronóstico que aquellos en los que no se producen los reordenamientos masivos.

### Cáncer de páncreas
El cáncer de páncreas es un tipo de tumor agresivo y con mal pronóstico. Se sugería que su proceso de tumorogénesis ocurría a través de una secuencia particular de alteraciones genéticas. Sin embargo, la propensión de la enfermedad a metastatizar rápidamente sugiere que su progresión no debe ser gradual. La inestabilidad genética que contribuye a la progresión metastática puede tener su origen en un único evento de cromotripsis.

## Relación de la cromotripsis con mutaciones en TP53
Como se han observado en distintos tipos tumorales, que se han citado anteriormente se podría establecer una relación entre TP53 y la cromotripsis. Suponiendo que se precisa de una mutación previa en el gen TP53 para que exista predisposición a dicho fenómeno. De esta forma, algunos casos de LMA o meduloblastomas de tipo WNT con TP53 mutado pero sin cromotripsis pueden explicarse por adquisición tardía de las mutaciones, por mutaciones en subpoblaciones tumorales o por factores específicos del contexto celular.Además, otros estudios de tumores con síndrome de Li-Fraumeni asociado, entre los que se pueden encontrar neuroblastomas, rabdomiosarcomas, carcinomas adrenocorticales y glioblastomas, muestran algunos reordenamientos consistentes con cromotripsis.
Por todo ello, se propone una implicación de TP53 en la predisposición de las células a sufrir cromotripsis o una mejora en la supervivencia celular tras el reordenamiento.

## Otros tumores
Algunos casos de tumores de huesos se han estudiado por la presencia de reordenamientos, tanto inter como intracromosómicos, masivos que son consistentes con el fenómeno de cromotripsis. En este caso no se ha llegado a relacionar el fenómeno catastrófico con mutación previa en algún gen específico.
El patrón de reordenamientos típicos se ha observado también en algunas muestras de distintos tipos tumorales, además de los ya comentados, como melanoma, glioma, cáncer microcítico y no microcítico de pulmón, entre otros.

## Cromotripsis en enfermedades congénitas
Se han identificado reordenamientos cromosómicos complejos en pacientes con enfermedades congénitas. Parece probable que los eventos de cromotripsis identificados en estos pacientes ocurran durante las divisiones celulares premeióticas durante la espermatogénesis o durante la meiosis. Sin embargo, tampoco se puede descartar que la cromotripsis ocurra en las primeras etapas del desarrollo embrionario.